# Áprilka
Az Áprilka magyar eredetű női név, mely az április hónap nevéből származik.

## Gyakorisága
Az újszülötteknek adott nevek körében az 1990-es években egyedi név volt. A 2000-es és a 2010-es években sem szerepelt a 100 leggyakrabban adott női név között.
A teljes népességre vonatkozóan az Áprilka sem a 2000-es, sem a 2010-es években nem szerepelt a 100 leggyakrabban viselt női név között.

## Névnapok
március 23., november 22.